# Costa Oscar II

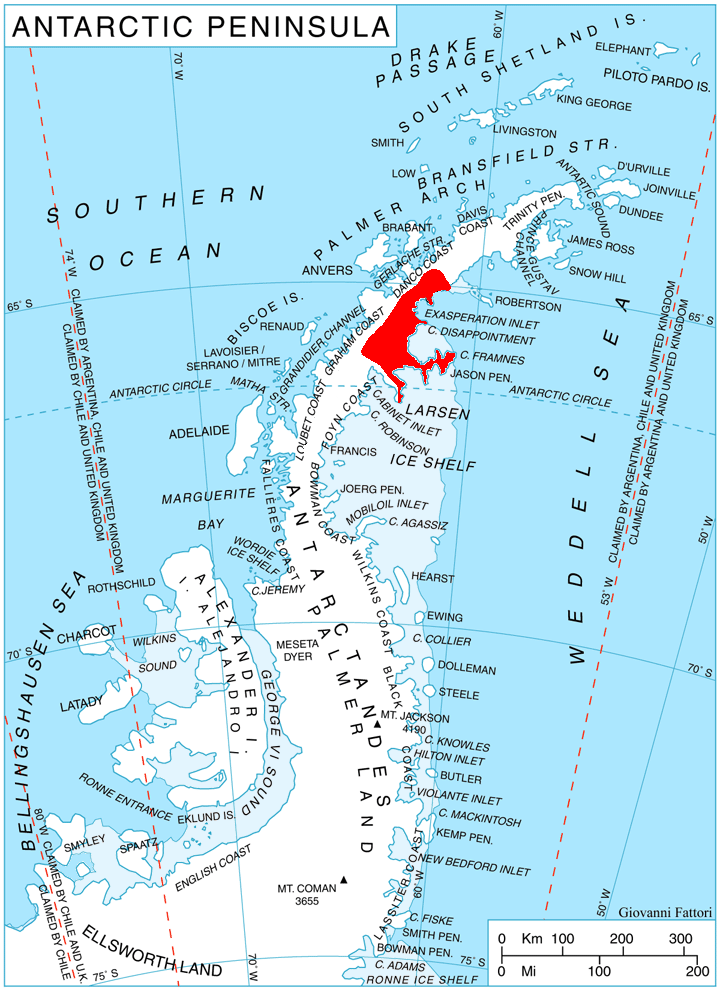
Mapa de la península Antártica que muestra la costa Oscar II.

La costa Oscar II, Rey Oscar II u Óscar II (del inglés: Oscar II Coast) es la porción de la costa este de la península Antártica (Tierra de Graham) sobre el mar de Weddell, entre el cabo Fairweather (o cabo Buen Tiempo, 65°00′S 61°05′O / -65.000, -61.083), que la separa de la costa Nordenskjöld, y el cabo Alexander (o cabo Suecia, 66°44′S 62°37′O / -66.733, -62.617), que la separa de la costa Foyn. Los Antartandes separan a la costa Oscar II de las costas ubicadas del lado occidental de la península Antártica: la costa Danco y la costa Graham.
La barrera de hielo Larsen se extiende desde la costa Oscar II sobre el mar de Weddell. El interior de la costa presenta cordones montañosos transversales separados por glaciares que desembocan en la barrera de hielo Larsen.
Esta costa fue descubierta y cartografiada en diciembre de 1893 por el noruego Carl Anton Larsen, quien le dio nombre en honor al rey Óscar II de Suecia y Noruega. el 1 de diciembre de 1893 Larsen descubrió la península Jason, saliente notable de la costa Oscar II que alcanza los 1555 metros de altura, denominándola monte Jason en honor de su barco, pero sin saber que era una península. La península Jason se extiende por 40 millas en dirección este-oeste con un ancho que varía entre 2 y 10 millas, finalizando en la punta o cabo Framnes.
Esta costa fue explorada en 1902 por la Expedición Antártica Sueca liderada por Otto Nordenskjöld en el barco Antarctic, capitaneado por Larsen.
El Ejército Argentino inauguró el Refugio Santa Teresita el 4 de octubre de 1953 sobre la caleta Adie y el Refugio Mayor Arcondo el 12 de octubre de 1963 en el nunatak Arcondo de la península Jason. En abril de 1966 la Fuerza Aérea Argentina instaló en la costa Oscar II, para apoyo de sus operaciones, la Estación de Apoyo TA-33.

## Reclamaciones territoriales
Argentina incluye a la costa Oscar II en el departamento Antártida Argentina dentro de la provincia de Tierra del Fuego, Antártida e Islas del Atlántico Sur; para Chile forma parte de la comuna Antártica de la provincia Antártica Chilena dentro de la Región de Magallanes y de la Antártica Chilena; y para el Reino Unido integra el Territorio Antártico Británico. Las tres reclamaciones están restringidas por los términos del Tratado Antártico.
Nomenclatura de los países reclamantes:
- Argentina: costa Oscar II o costa Rey Oscar II
- Chile: Costa Óscar II
- Reino Unido: Oscar II Coast